# Fred Dixon
Fred Dixon (eigentlich Frederick Arthur Dixon; * 5. November 1949 in Los Angeles) ist ein ehemaliger US-amerikanischer Zehnkämpfer.
Am 9. und 10. August 1975 fand in Eugene ein Länderkampf der Mehrkämpfer zwischen den USA, der UdSSR und Polen statt, bei dem Caitlyn Jenner, damals noch als Bruce Jenner, mit 8524 Punkten einen neuen Weltrekord aufstellte. Zweiter in diesem Wettkampf wurde Dixon mit 8277 Punkten vor Mykola Awilow, dem bisherigen Weltrekordler. Im Oktober 1975 siegte Jenner mit 8045 Punkten bei den Panamerikanischen Spielen in Mexiko-Stadt vor Dixon mit 8019 Punkten. Am 25. und 26. Juni 1976 verbesserte Jenner den Weltrekord bei den US-Meisterschaften auf 8538 Punkte, Dixon wurde auch in diesem Wettkampf Zweiter und erreichte 8294 Punkte. Bei den Olympischen Spielen 1976 stellte Jenner einen dritten Weltrekord auf. Dixon strauchelte im 110-Meter-Hürdenlauf und hatte keinen gültigen Versuch im Stabhochsprung. Mit 6754 Punkten belegte er Platz 23 unter 23 Zehnkämpfern, die das Ziel des 1500-Meter-Laufs erreichten.
1977 trat er beim Mehrkampf-Meeting Götzis an und erreichte 7954 Punkte. Damit wurde er Zweiter mit über 100 Punkten Rückstand auf Sepp Zeilbauer, lag aber knapp vor dem noch 18-jährigen Daley Thompson. 1977 gewann Dixon auch seinen einzigen US-Meistertitel. Ebenfalls 1977 stellte er mit 8390 Punkten (8397 nach der seit 1985 gültigen Punktwertung) seine persönliche Bestleistung auf.
Fred Dixon ist 1,93 m groß und wog in seiner aktiven Zeit 85 kg. 